# Горња Бреаза (Прахова)
Горња Бреаза (рум. Breaza de Sus) насеље је у Румунији у округу Прахова у општини Бреаза. Oпштина се налази на надморској висини од 571 m.

## Становништво
Према подацима из 2002. године у насељу је живело 10275 становника.

### Попис2002.
| Расподела становништва по националности 2002.‍ | Расподела становништва по националности 2002.‍ | Расподела становништва по националности 2002.‍ | Расподела становништва по националности 2002.‍ | Расподела становништва по националности 2002.‍ |
| --------------------------------------------- | --------------------------------------------- | --------------------------------------------- | --------------------------------------------- | --------------------------------------------- |
|                                               |                                               |                                               |                                               |                                               |
| Румуни                                        | Румуни                                        |                                               | 10.251                                        | 99,9%                                         |
| Мађари                                        | Мађари                                        |                                               | 7                                             | 0,1%                                          |